# 하라다 미에코
하라다 미에코(일본어: 原田 美枝子, 1958년 12월 26일 ~ )는 일본의 배우이다. 도쿄도 출신이며, 남편은 배우 이시바시 료이다. 자녀가 세 명이며, 소속사는 마이 프로모션이다.
1974년 영화 《사랑은 초록 색 바람 안에》로 데뷔했다.

## 출연 작품

### 영화
- 1974년 《토모다치》
- 1974년 《사랑은 초록색 바람 안에》
- 1976년 《대지의 자장가》
- 1976년 《청춘의 살인자》
- 1978년 《아코성단절》
- 1980년 《꿈꾸는 열다섯》
- 1985년 《란》
- 1986년 《불타는 집의 사람》
- 1989년 《낚시 바보 일지 2》
- 1990년 《꿈》
- 1991년 《아들》
- 1998년 《사랑을 바라는 사람》
- 2004년 《사라진 이틀》
- 2005년 《히노키오》
- 2005년 《망국의 이지스》
- 2007년 《붕대클럽》
- 2007년 《도로로》 - 유리 역
- 2008년 《P짱은 내친구》
- 2011년 《연합 함대 사령장관 야마모토 이소로쿠》
- 2014년 《사무라이 크로니클》 - 토다 오리에 역
- 2016년 《세상에서 고양이가 사라진다면》 - 엄마 역
- 2017년 《해변의 리어》

### 드라마
- 1977년 《나루토 비첩》
- 1998년 《잠자는 숲》
- 2001년 《호조 토키무네》
- 2004년 《도망자》
- 2005년 《너무 귀여워》
- 2007년 《화려한 일족》
- 2009년 ~ 2011년 《언덕 위의 구름》
- 2010년 《신참자》
- 2010년 《유성》
- 2012년 《행복해지자》
- 2014년 《55세의 헬로 라이프》
- 2015년 《결혼식 전날에》
- 2016년 《도망치는 여자》
- 2016년 《미야자키의 두 사람》
- 2016년 《ON 이상범죄수사관 토도 히나코》